# William Harcourt
Sir William George Granville Vernon Harcourt (14. října 1827 – 1. října 1904, Nuneham Courtenay, Anglie) byl britský právník a státník. Pocházel ze šlechtického rodu, byl vnukem yorského arcibiskupa Edwarda Harcourta. Ve druhé polovině 19. století byl významným politikem Liberální strany a dlouholetým poslancem britského parlamentu. Byl členem několika britských vlád jako ministr vnitra (1880–1885) a financí (1886, 1892–1895). Jeho syn Lewis Harcourt (1863–1922) byl před první světovou válkou britským ministrem kolonií.

## Kariéra

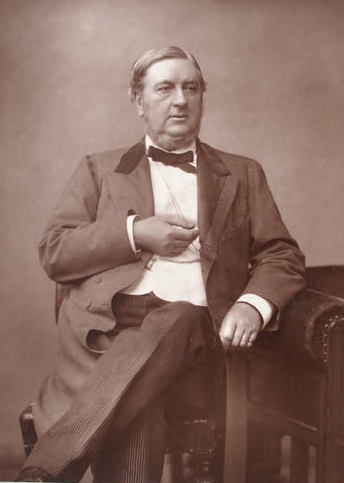
Sir William Harcourt (1890)

Pocházel ze starobylého šlechtického rodu Vernon, respektive Venables–Vernon, byl vnukem yorského arcibiskupa Edwarda Venables–Vernona (1757–1845), který jako dědic vymřelého rodu hrabat Harcourtů přijal jméno Harcourt (1831). Narodil se jako druhorozený syn reverenda Williama Harcourta (1789-1871), byl též spřízněn s vlivnou rodinou Leveson-Gower. S vynikajicími výsledky vystudoval v Cambridge, poté se uplatňoval jako úspěšný právník, působil též jako novinář a spisovatel. V roce 1866 byl jmenován královským justičním radou (Queen's Counsel) a na univerzitě v Cambridge přednášel mezinárodní právo.
V letech 1868–1904 byl členem Dolní sněmovny, kde brzy vynikl jako přední řečník liberální strany (v letech 1868–1880 byl poslancem za město Oxford, které o sto let dříve v parlamentu zastupoval jeho příbuzný William Harcourt. V první Gladstonově vládě zastával krátce post nejvyššího státního zástupce (solicitor general, 1873–1874), v letech 1874–1880 byl v opozici proti konzervativní vládě Benjamina Disraeliho. V dalším Gladstonově kabinetu byl ministrem vnitra (1880–1885), od roku 1880 byl též členem Tajné rady. Jako zástupce Gladstona ve vedení liberální strany v letech 1880-1892 patřil k vlivným osobnostem politiky a v jeho dalších vládách byl lordem kancléřem pokladu (ministr financí, 1886, 1892–1895). Po Gladstonově odchodu z veřejného dění (1894) byl kandidátem na vedení Liberální strany, musel ale ustoupit 5. hraběti z Rosebery, s nímž měl řadu konfliktů. V letech 1894–1899 byl nicméně předním zástupcem liberálů v Dolní sněmovně a jako ministr financí v letech 1894–1895 také mluvčím vlády v parlamentu. Zklamán politickým vývojem v roce 1899 rezignoval na své postavení ve vedení Liberální strany, nadále zůstal poslancem jako víceméně izolovaná a soukromá osoba.

## Rodina
Zemřel 1. října 1904 na rodovém sídle Nuneham Park v hrabství Oxfordshire ve věku nedožitých 77 let. V roce 1859 se oženil s Mary Lister (†1863), která po matce pocházela z významného rodu Villiersů. Po ovdovění se znovu oženil s Elizabeth Motley (1842–1928), dcerou Johna Motleye (1814–1877), amerického spisovatele a velvyslance v Rakousku a Velké Británii. Nejstarší syn z prvního manželství Julian Harcourt (1860–1862) zemřel v dětství, druhorozený syn Lewis (1863–1922) byl ministrem veřejných prací a kolonií. Syn Robert Harcourt (1878–1962) z druhého manželství sloužil v armádě za první světové války a v letech 1908–1918 poslancem Dolní sněmovny.
Williamův starší bratr Edward William Harcourt (1825–1891) byl v letech 1878–1886 poslancem Dolní sněmovny a zastával také řadu čestných postů v hrabství Oxfordshire, kde rodina vlastnila statky. Jejich švagry byli dlouholetý poslanec Dolní sněmovny George de la Poer Beresford (1831–1906) a admirál Sir Edward Rice (1819–1902).